# 야수의 최후
야수의 최후(Que La Bete Meure, The Beast Must Die)는 이탈리아에서 제작된 끌로드 샤브롤 감독의 1969년 드라마, 범죄, 스릴러 영화이다. 미첼 듀차우소이 등이 주연으로 출연하였고 안드레 제노브즈 등이 제작에 참여하였다.

## 출연

### 주연
- 미첼 듀차우소이
- 캐롤라인 셀리어
- 장 얀느

### 조연
- 아눅 페르작
- 마크 디 나폴리
- 루이즈 슈발리에
- 가이 말리
- 로레인 레이너
- 도미니크 자르디

## 제작진
- 원작자: 니콜라스 블레이크
- 미술: 가이 리타에